# 山崎小五郎
山崎 小五郎（やまざき こごろう、1905年〈明治38年〉11月10日 - 1976年〈昭和51年〉8月2日）は、日本の海上自衛官、逓信・運輸通信・運輸官僚。第24代運輸事務次官、海上保安庁次長、初代海上幕僚長。最終階級は海将。
Y委員会の一員として海上自衛隊の創設に尽力し、MSA協定に基づく日米艦船貸与協定を締結、護衛艦の国産を開始。コーストガードからネイビーへの橋渡しを終えて運輸省へ戻り事務方の頂点に就任する。

## 経歴
福岡県出身。山崎迂太郎の五男として生まれる。東筑中学、第七高等学校造士館を経て、1931年（昭和6年）3月、東京帝国大学法学部法律学科を卒業。1929年（昭和4年）12月に高等試験司法科試験、1930年（昭和5年）10月、高等試験行政科試験にそれぞれ合格。1931年（昭和6年）4月、逓信省に入り逓信局書記兼通信書記として深川郵便局（東京府）に配属。
その後、大津郵便局長（滋賀県）、華北電政総局経理局主計課長、華北電信電話株式会社経理部主計課長、大阪逓信局無線課長、逓信省貯金局事務官兼逓信事務官、東京都市逓信局放送部長、電気庁第一部監督課長、兼電気庁長官官房総務課長、電気局総務課長、運輸通信書記官・海運総局船員局整備課長などを歴任し、終戦を迎えた。
1946年（昭和21年）2月、運輸省海運総局官房総務長に就任。以後、不法入国船舶監視本部副本部長、海上保安庁保安局長、経済安定本部部員、同建設交通局次長、海上保安庁次長などを歴任。
1952年（昭和27年）4月、海上警備隊発足と同時にそのトップである海上警備隊総監に就任した。その後、海上警備隊が警備隊（第二幕僚長）を経て、海上自衛隊に改編後も引き続き初代海上幕僚長に就任したが（1954年〈昭和29年〉7月1日）、1か月後の同年8月3日に退任して運輸省に戻り、運輸事務次官に就任した。
逓信省→運輸通信省→運輸省（海上保安庁）の文官であった山崎が、突然に武官に転じて海上警備隊総監に就任したのは「海上警備隊の創設時に、たまたま山崎が海上保安庁のNo2だった」偶然によるものであったが、山崎は部下の大半を占める帝国海軍の元士官たち（海軍兵学校・海軍機関学校卒業者）の声をよく聞いて円満な関係を保ったという。

## 年譜
- 1931年（昭和6年）3月：東京帝国大学を卒業。同年4月：逓信省に入省。
- 1947年（昭和22年）6月25日：不法入國船舶監視本部副部長[2]。
- 1949年（昭和24年）
  - 5月25日：総理廳事務官に任命。経済安定本部部員、経済安定本部運輪局勤務[3]。
  - 6月1日：建設交通局勤務[4]。
  - 7月1日：建設交通局次長[5]。
- 1951年（昭和26年）5月18日：海上保安庁次長に就任[6]。
- 1952年（昭和27年）
  - 4月26日：海上警備隊発足、海上警備官に任命、海上警備監に叙され海上警備隊総監に就任[7]。
  - 8月1日：保安庁警備隊が発足、第二幕僚長に就任。
- 1954年（昭和29年）
  - 7月1日：初代海上幕僚長に就任。
  - 8月3日：海上幕僚長を退任、防衛庁から運輸省へ出向[8]。第24代運輸事務次官に就任[9]。
- 1956年（昭和31年）
  - 2月14日：運輸事務次官を辞任[10]。
  - 7月：福岡県から自由民主党公認で参議院議員選挙に立候補するが落選。
- 1976年（昭和51年）8月2日：心不全のため東京都内の病院で逝去（享年70）。叙・正四位[11]、勲二等瑞宝章が追贈された[12]。

## 栄典
- 勲二等瑞宝章 - 1976年（昭和51年）8月2日